# 锡根多夫
锡根多夫是奥地利布尔根兰州艾森斯塔特城郊县的一个市镇。总面积23.06平方公里，总人口2720人，人口密度118.0人/平方公里（2001年）。